# Ng'ang'ange
Ng'ang'ange ist ein Verwaltungsbezirk (englisch Ward) des Distrikts Kilolo in der tansanischen Region Iringa.

## Geografie
Ng'ang'ange ist ein Bezirk auf dem südlichen Hochland von Tansania etwa 50 Kilometer Luftlinie südöstlich der Regionshauptstadt Iringa. Der Bezirk grenzt im Norden an Dabaga, im Osten an Idete, im Süden an Boma la Ng'ombe und im Westen an Ng'uruhe. Bei der Volkszählung 2022 lebten 4398 Menschen in 1151 Haushalten auf einer Fläche von 98 Quadratkilometern.

## Gliederung
Der Bezirk besteht aus drei Gemeinden (swahili Mtaa) mit 15 Orten (Kitongoji):
| Ng'ang'ange - Mtakuja - Mji Mwema - Sogeza - Nyakole | Mdeke - Songambele - Mifugo - Muungano - Ndolela - Mashineni - Kipagale | Idasi - Kidete - Kidilu - Tumaini - Chafii - Kati |

## Gesundheit
In Ng'ang'ange gibt es eine öffentliche Apotheke.